# Merriman
Merriman é uma vila localizada no estado americano de Nebraska, no Condado de Cherry.

## Demografia
Segundo o censo americano de 2000, a sua população era de 118 habitantes.
Em 2006, foi estimada uma população de 114, um decréscimo de 4 (-3.4%).

## Geografia
De acordo com o United States Census Bureau, a localidade tem uma área de 2,7 km², sem área coberta por água. Merriman localiza-se a aproximadamente 992 m acima do nível do mar.

## Localidades na vizinhança
O diagrama seguinte representa as localidades num raio de 44 km ao redor de Merriman.

## Personalidades
- Val Logsdon Fitch (1923-2015), Prémio Nobel de Física de 1980